# Charles Trotin
Pour les articles homonymes, voir Trotin.
Charles Trotin, est un médailleur français né à Paris le 23 septembre 1833 et mort à Paris 7e le 16 mai 1904.

## Biographie
Charles Trotin est le fils de Jean Aimé Trotin, attaché au service de la maison de l'empereur en 1864, et de Joséphine Demarcy.
En 1864, il est domicilié chez ses parents à Paris au no 63 rue du Bac. Il se marie le 31 mai 1864 dans le 7e arrondissement de Paris avec Céline Claire Sauton (née en 1847).
Il a exposé au Salon des artistes français de 1875 à 1883.

## Œuvres

### Médaille de table
- Souvenir de mon ascension dans le grand ballon captif à vapeur de Mr Henri Giffard.
- Souvenir de mon ascension au sommet de la Tour Eiffeil. 1889. Les travaux ont commencé le 27 janvier 1887. Le monument a été terminé le 6 mai 1889 Invalides 165 m - Notre Dame 66 m - Cologne 159 m - Opéra 58 m - Grande pyramide 146 m - Panthéon 83 m - Saint-Pierre 132 m - Arc de triomphe 45 m - Rouen 150 m - Obélisque de Washington 169 m - Tour Eiffel 300 m, cuivre, 42 mm.
- Société des agriculteurs de France, bronze, 55 mm.
- La mutuelle de l'ouest. Assurances mutuelles contre l'incendie. Le principe de la mutualité c'est la garantie de chacun par tout le monde au prix le plus abaissé. Association fondée à Rouen le 24 avril 1884, bronze, médaille octogonale, 36 × 36 mm[3].
- République française. Société d'émulation du département des Vosges, Épinal, bronze, 51 mm.
- République française. Le messager patriote. Société colombophile de Melun, 50 mm.
- République française. Société nationale de tir des communes de France, bronze, 51 mm.
- Saint Vincent de Paul, société de Saint Vincent de Paul, bronze

### Médaille à ruban
- Mexique, médaille du Mérite Militaire[4].

## Galerie

Médailles de Charles Trotin
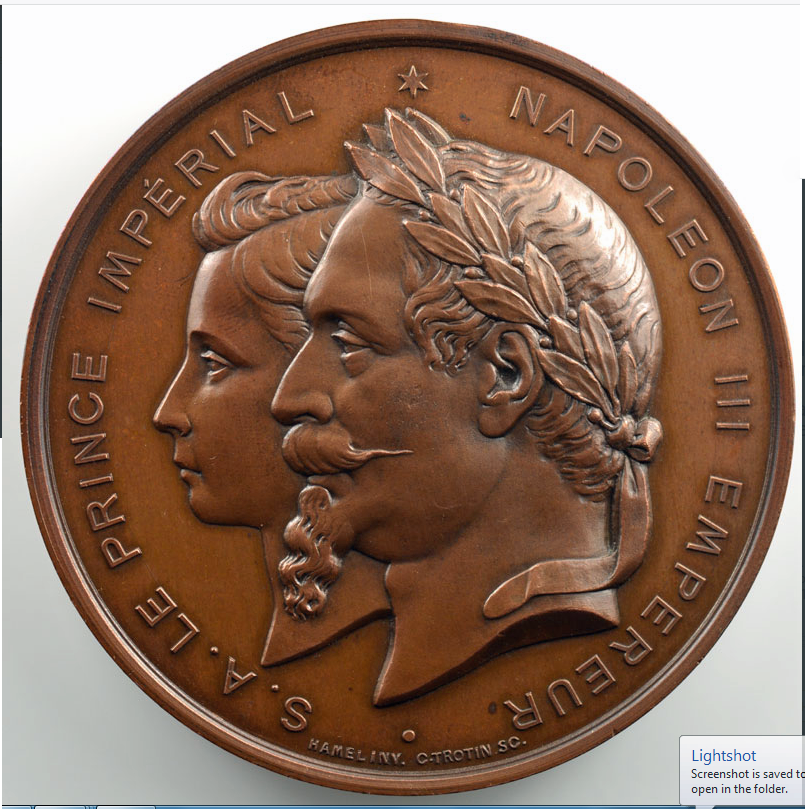
Exposition Maritime Internationale du Havre (1868), avers
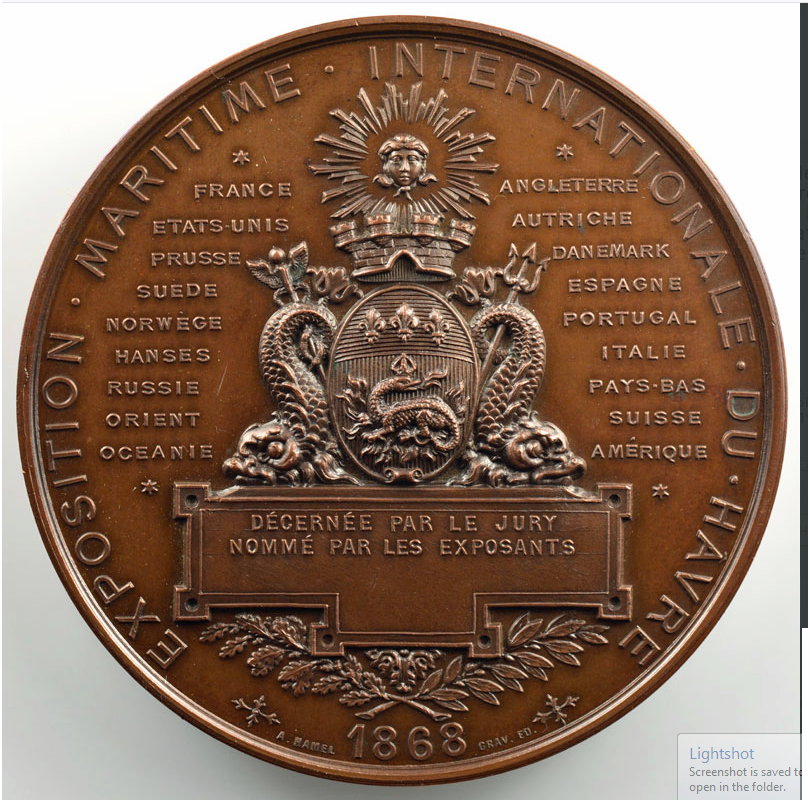
Exposition Maritime Internationale du Havre (1868), revers
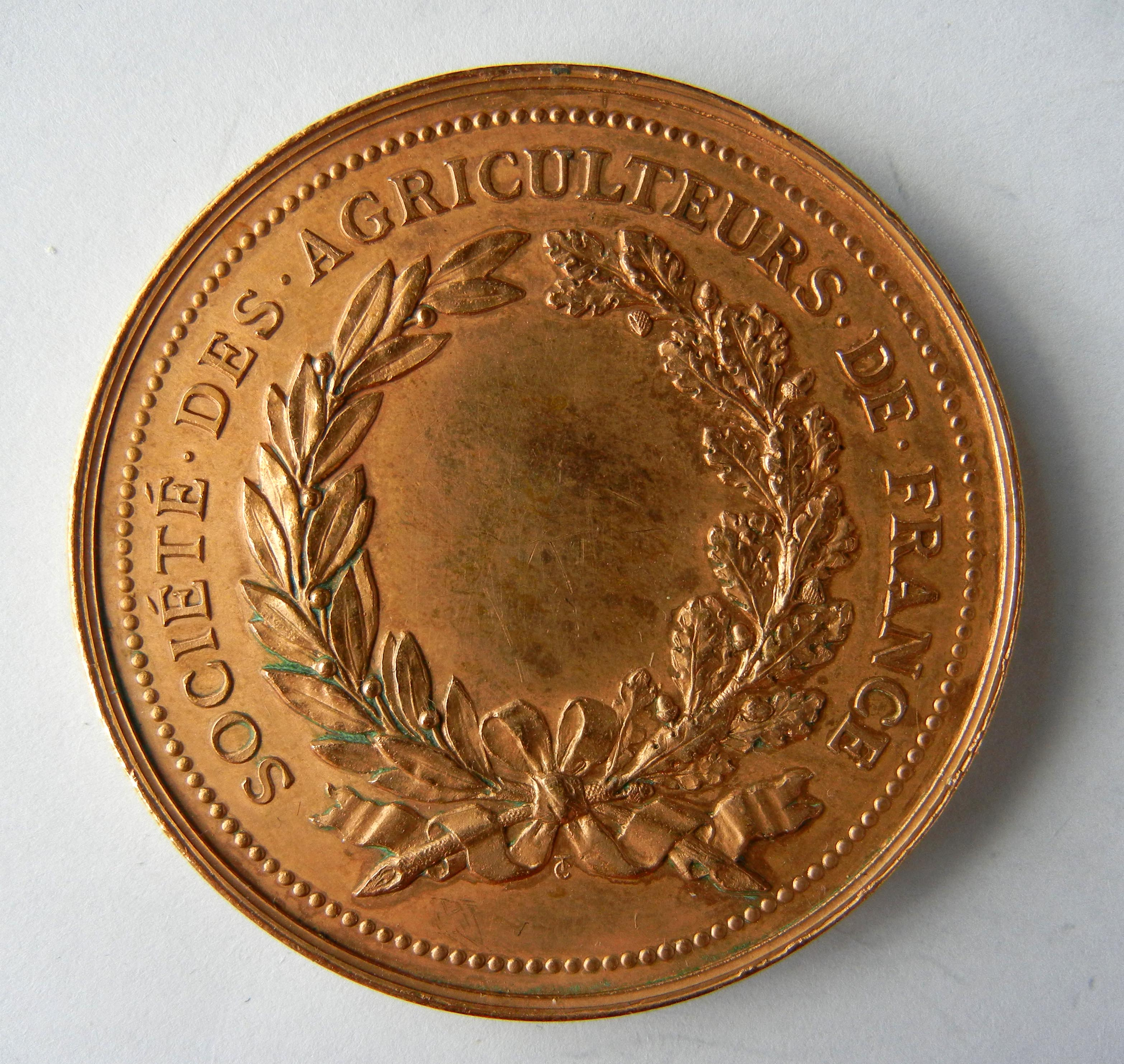
Société des agriculteurs de France, avers.
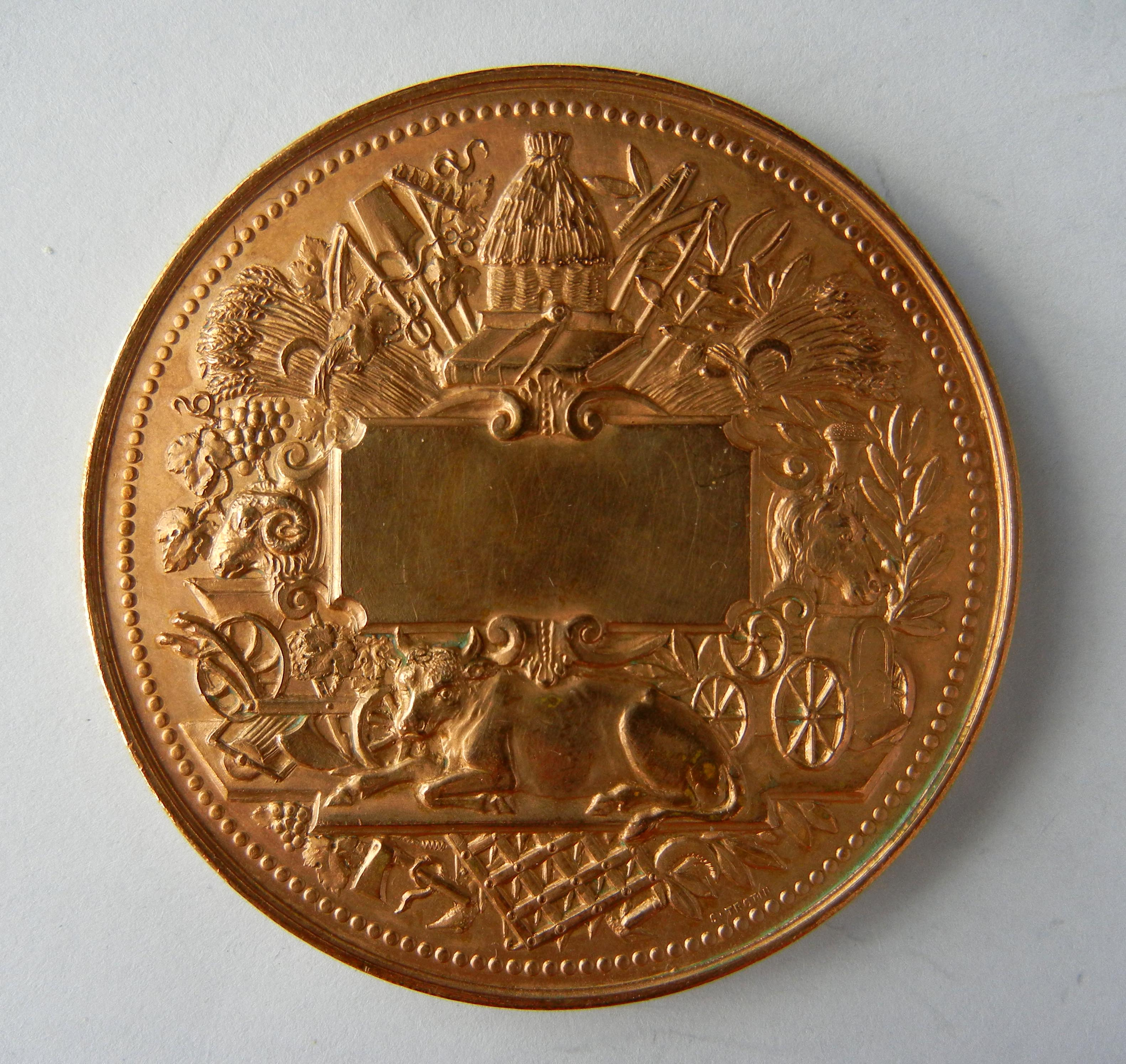
Société des agriculteurs de France, revers.